# کوسه خجالتی تیره
کوسه خجالتی تیره (نام علمی: Haploblepharus pictus) نام یک گونه از سرده کوسه‌های خجالتی است.